# Denys Anatoliyovych Shmyhal
Denys Anatoliyovych Shmyhal (tiếng Ukraina: Денис Анатолійович Шмигаль; sinh ngày 15 tháng 10 năm 1975) là một chính trị gia và doanh nhân người Ukraina, hiện đang là Bộ trưởng Bộ Quốc phòng Ukraina từ năm 2025. Ông cũng từng giữ chức thủ tướng Ukraina từ năm 2020 đến năm 2025. Trước khi được bổ nhiệm làm thủ tướng, Shmyhal là Thống đốc của Ivano-Frankivsk Oblast.
Với tư cách là thủ tướng, Shmyhal đã phụ trách việc xử lý đối phó với Đại dịch COVID-19 tại Ukraina.

## Tiểu sử
Năm 1997, tốt nghiệp trường Bách khoa Lviv. Ông đạt danh hiệu Ứng viên Khoa học Kinh tế (2003). Từ khi tốt nghiệp năm 1997 cho đến tháng 9 năm 2005, Shmyhal làm kế toán cho nhiều công ty khác nhau. Từ tháng 9 năm 2005 đến tháng 6 năm 2006, Shmyhal là Phó Tổng Giám đốc của một công ty có tên "LA DIS". Từ tháng 6 năm 2006 đến tháng 8 năm 2008, ông là Giám đốc của công ty đầu tư "Comfort-Invest". Từ tháng 9 năm 2008 đến tháng 9 năm 2009, Shmyhal là Tổng giám đốc của một công ty có tên là "ROSANINVEST LLC".
Shmyhal đã làm việc với nhiều vai trò chính trị hàng đầu trong Lviv Oblast của Ukraine từ năm 2009 đến tháng 12 năm 2013. Thứ nhất, với tư cách là Trưởng phòng Kinh tế của Cơ quan Quản lý Nhà nước Lviv từ năm 2009 đến 2011. Tại đây, ông đã gặp và làm việc với Oleh Nemchinov, người sẽ trở thành Bộ trưởng Bộ Nội các Bộ trưởng trong Chính phủ Shmyhal vào năm 2020. Shmyhal sau đó trở thành Trưởng khoa Kinh tế và Chính sách Công nghiệp năm 2012. Năm 2013, ông là Trưởng Ban Phát triển Kinh tế, Đầu tư, Thương mại và Công nghiệp.
Trong bốn tháng đầu năm 2014, Shmyhal là cố vấn cho Thứ trưởng Nhân dân Ukraine.

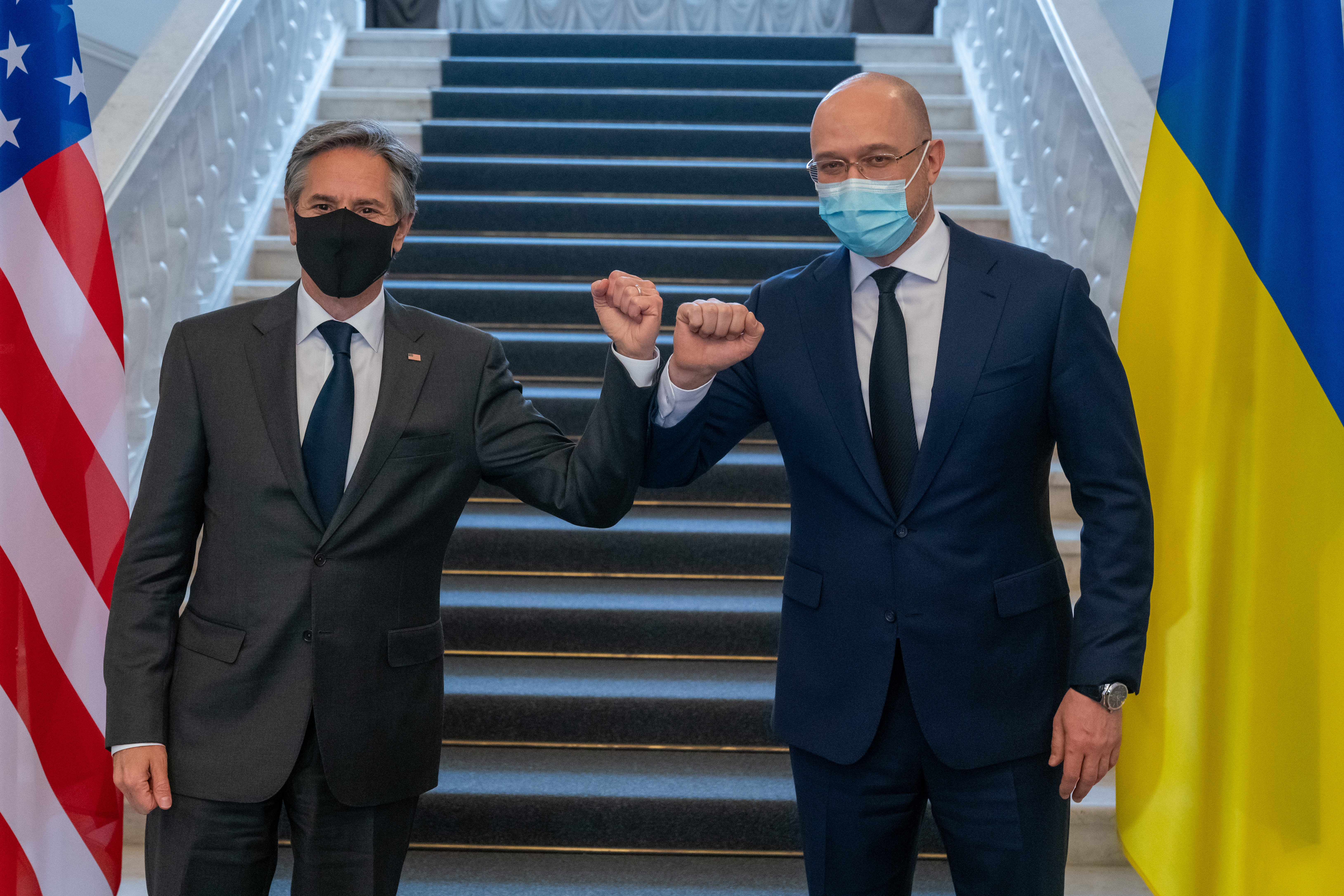
Shmyhal gặp Ngoại trưởng Hoa Kỳ Antony J. Blinken tại Kyiv, Ukraine, vào ngày 6 tháng 5 năm 2021.

Từ tháng 5 năm 2014 đến tháng 12 năm 2014, Shmyhal làm Phó trưởng văn phòng khu vực Lviv Oblast của Bộ Doanh thu và Nhiệm vụ.
Ông từng là Phó chủ tịch của nhà phân phối hàng đông lạnh TVK Lvivkholod có trụ sở tại Lviv từ năm 2015 đến năm 2017.
Từ năm 2018 đến năm 2019, Shmyhal là Giám đốc của Burshtyn TES, nhà sản xuất điện lớn nhất ở Ivano-Frankivsk, và là một phần trong cổ phần của Rinat Akhmetov.
Từ ngày 1 tháng 8 năm 2019 cho đến khi được bổ nhiệm làm bộ trưởng, Shmyhal là Thống đốc của Ivano-Frankivsk Oblast.
Vào ngày 4 tháng 2 năm 2020, ông được bổ nhiệm làm Bộ trưởng Bộ Phát triển Khu vực.
Shmyhal kế nhiệm Oleksiy Honcharuk làm thủ tướng Ukraina vào tháng 3 năm 2020.

## Đời tư
Shmyhal đã kết hôn với Kateryna Shmyhal. Họ có hai con gái. Kateryna là cựu đồng chủ sở hữu của Lviv "Kamyanetsky Bakery" và một cửa hàng cho thuê xe đạp NextBike tại địa phương. Bà đã bán cổ phần của mình trong các công ty này vào năm 2019.